# Hydra viridissima
Espèce
Hydra viridissima ou l'hydre d'eau douce est une espèce d'hydres qui se trouve à la fois dans les eaux tempérées et tropicales fraîches.
H. viridissima a un corps très mince (de 5 à 15 mm de long pour environ 1 mm de large). Son orifice buccal (bouche-anus) est entouré de 6 à 10 tentacules. Ces tentacules sont un peu plus courts que le corps.
Sa couleur verte est due à la présence d'une algue unicellulaire symbiotique du genre Chlorella (Chlorella vulgaris). A la lumière du jour, cette symbiose permet de réaliser la photosynthèse essentielle à la survie de l'hydre. Chlorella vulgaris stimule la synthèse de certaines protéines chez l'hydre, et notamment de la protéine HvAPX1 (Putative ascorbate peroxidase). Cependant, cette symbiose n'est pas présente à des profondeurs où la photosynthèse n'est pas réalisable.
L'hydre se nourrit à l'aide de tentacules équipés de cnidocystes permettant l'immobilisation et la capture de petits organismes tels que des paramécies ou encore des daphnies.